# Kåre Sigurdson
"Kåre" Sigurdson, artistnamn där Kåre står för initialerna av det egentliga namnet Karl Åke Ragnar Eriksson, född 11 juli 1930 i Högbo i Gästrikland, död 4 maj 2016 i Malmö, var en svensk skådespelare. Han var gift med skådespelerskan Hanna Landing.

## Biografi
Kåre Sigurdson började som barn med medverkan i revyer i Sandviken och studerade sedan vid Axel Witzanskys teaterskola 1953–1954 och därefter vid Norrköping-Linköping stadsteaters elevskola 1955–1958. Efter studierna engagerades han vid teatern i Norrköping där han var fram till 1961, då han flyttade över till Folkteatern i Göteborg och vidare 1963 till Helsingborgs stadsteater. Sedan 1965 var han fast anställd vid Malmö stadsteater till sin pensionering 1989. Han har därefter arbetat som frilans bland annat vid Östgötateatern, hos Eva Rydberg på Fredriksdalsteatern, på Riksteatern och Teater 23 samt haft uppdrag för radio och TV. Tack vare sin röst har han ofta varit anlitad som uppläsare av Dagens dikt i radion. Han spelade även i musikteater som "Greve Danilo" i Glada änkan i Malmö och "Tevje" i Spelman på taket vid Studioteatern. Efter pensioneringen gjorde han bland annat på Helsingborgs stadsteater huvudrollen som "Shylock" i Shakespeares Köpmannen i Venedig och "Wackford Squeers" i Dickens Nicholas Nickleby på Göteborgs stadsteater.
För rollen som alkoholiserad krögare i urpremiären av Lars Noréns pjäs Natten är dagens mor på Malmö stadsteater, i regi av Göran Stangertz fick han 1983 Kvällspostens Thaliapris. Uppsättningen följdes av fortsättningspjäsen följande år, Kaos är granne med Gud. 1998 erhöll han Teaterförbundets De Wahlstipendium. Kåre Sigurdson är begravd på Limhamns kyrkogård.

## Filmografi
- 1967 – Kullamannen (TV-serie)
- 1978 – Sommarflickan (TV-serie)
- 1979 – Våning för 4 (TV-serie)
- 1979 – Rädsla (TV-serie)
- 1986 – Skånska mord (TV-serie) (avsnitt Esarparen)
- 1987 – Till minne av Mari (TV; regi Reidar Jönsson)
- 1988 – Strul
- 1988 – Kuriren (TV-serie)
- 1991 – Tre terminer (TV-serie)
- 1993 – Polisen och domarmordet (TV-serie)
- 1994 – År av drömmar (TV-serie)
- 1999 – Sjätte dagen (TV-serie)
- 2001 – Fru Marianne (TV-serie) (TV-serie)

## Teater

### Roller (ej komplett)
| År   | Roll                                   | Produktion | Regi                        | Teater                           |
| ---- | -------------------------------------- | --- | --------------------------- | -------------------------------- |
| 1955 |                                        | Blåjackor (Boys in Blue) Lajos Lajtai och Lauri Wylie                                                               | John Zacharias              | Norrköping-Linköping stadsteater |
| 1956 |                                        | Melodi på lergök Lars-Levi Læstadius                                                                                | John Zacharias              | Norrköping-Linköping stadsteater |
| 1956 |                                        | Värdshusvärdinnan (La locandiera) Carlo Goldoni                                                                     | Kurt-Olof Sundström         | Norrköping-Linköping stadsteater |
| 1956 |                                        | Tartuffe (Tartuffe, ou l'Imposteur) Molière                                                                         | John Zacharias              | Norrköping-Linköping stadsteater |
| 1956 | Ketterl Guiden                         | Vita hästen (Im weißen Rößl) Hans Müller och Ralph Benatzky                                                         | John Zacharias              | Norrköping-Linköping stadsteater |
| 1957 | Magister Stig, präst vid Kopparberget  | Gustav Vasa August Strindberg                                                                                       | John Zacharias              | Norrköping-Linköping stadsteater |
| 1957 | Varius                                 | Vägen till Rom (The Road to Rome) Robert E. Sherwood                                                                | Kurt-Olof Sundström         | Norrköping-Linköping stadsteater |
| 1957 | Sigurd Ljungquist                      | Natten till den 17 januari (Night of January 16th) Ayn Rand                                                         | John Zacharias              | Norrköping-Linköping stadsteater |
| 1957 |                                        | Pygmalion George Bernard Shaw                                                                                       | John Zacharias              | Norrköping-Linköping stadsteater |
| 1957 | Kahlaf, mongolisk prins                | Den kinesiska asken (Den kinesiske æske) Finn Methling                                                              | Lars-Erik Liedholm          | Norrköping-Linköping stadsteater |
| 1957 | Maurice                                | Simones drömmar (Die Gesichte der Simone Machard) Bertolt Brecht och Hanns Eisler                                   | Kurt-Olof Sundström         | Norrköping-Linköping stadsteater |
| 1957 |                                        | Lysistrate (Λυσιστράτη, Lysistrátē) Aristofanes                                                                     | Olof Thunberg               | Norrköping-Linköping stadsteater |
| 1958 |                                        | Don Quijote – Riddaren av den sorgliga skepnaden ( Don Quijote – Der Ritter von der traurigen Gestalt) Wulf Leisner | Lars-Erik Liedholm          | Norrköping-Linköping stadsteater |
| 1958 |                                        | Gäst i gryningen (La Dama del Alba) Alejandro Casona                                                                | Gösta Folke                 | Norrköping-Linköping stadsteater |
| 1958 | Stephen Hodgson                        | Bättre sent än aldrig (It’s never too late) Felicity Douglas                                                        | John Zacharias              | Norrköping-Linköping stadsteater |
| 1958 | Lord Willoughby                        | Richard II (The Life and Death of King Richard the Second) William Shakespeare                                      | Olof Widgren John Zacharias | Norrköping-Linköping stadsteater |
| 1958 | Munken                                 | Clérambard Marcel Aymé                                                                                              | Gösta Folke                 | Norrköping-Linköping stadsteater |
| 1959 | Sir Francis Chesney                    | Här dansar Charley’s tant (Where’s Charley) George Abbot och Frank Loesser                                          | Lars-Erik Liedholm          | Norrköping-Linköping stadsteater |
| 1959 | Washington                             | Spöket på Canterville (The Canterville Ghost) Bernt Callenbo                                                        | Bertil Norström             | Norrköping-Linköping stadsteater |
| 1959 | Majoren                                | Den vackra mjölnarfrun (La Molinera de Arcos) Alejandro Casona                                                      | Sam Besekow                 | Norrköping-Linköping stadsteater |
| 1959 | Prästen                                | Ung och grön (Salad Days) Dorothy Reynolds och Julian Slade                                                         | Ingrid Luterkort            | Norrköping-Linköping stadsteater |
| 1959 | Ölander                                | Ett resande teatersällskap August Blanche                                                                           | Bertil Norström             | Norrköping-Linköping stadsteater |
| 1959 | Clive Root                             | Den beskedlige älskaren (The Complaisant Lover) Graham Greene                                                       | Lars Barringer              | Norrköping-Linköping stadsteater |
| 1960 | Anne Jean Marie René Savary            | Napoleons tvätterska (Madame Sans-Gêne) Victorien Sardou och Émile Moreau                                           | John Zacharias              | Norrköping-Linköping stadsteater |
| 1960 | Chrysalde                              | Äktenskapsskolan (L’école des femmes) Molière                                                                       | Rune Carlsten               | Norrköping-Linköping stadsteater |
| 1960 | Kasper                                 | Folk och rövare i Kamomilla stad (Folk og røvere i Kardemomme by) Thorbjørn Egner och Bjarne Amdahl                 | Bertil Norström             | Norrköping-Linköping stadsteater |
| 1961 | Johan Holm                             | Christina August Strindberg                                                                                         | John Zacharias              | Norrköping-Linköping stadsteater |
| 1963 | Klädeshandlaren                        | Farsen om Mäster Pierre Patelin (La Farce de maître Pierre Pathelin)                                                | Bo G. Forsberg              | Helsingborgs stadsteater         |
| 1963 | Kören                                  | Antigone Jean Anouilh                                                                                               | Lars-Erik Liedholm          | Helsingborgs stadsteater         |
| 1963 | Börje                                  | Job Klockmakares dotter Sara Lidman                                                                                 | Lars-Erik Liedholm          | Helsingborgs stadsteater         |
| 1963 | Valère                                 | Tartuffe (Tartuffe, ou l'Imposteur) Molière                                                                         | Per Sjöstrand               | Helsingborgs stadsteater         |
| 1964 | Främlingen                             | Ostron och politik Guilherme Figueiredo                                                                             | Per Sjöstrand               | Helsingborgs stadsteater         |
| 1964 | Franz                                  | Processen (Der Prozess) Franz Kafka                                                                                 | Lars-Erik Liedholm          | Helsingborgs stadsteater         |
| 1964 | Argus O'Home                           | Bockfoten (Step-in-the-hollow) Donagh MacDonagh                                                                     | Bo Swedberg                 | Helsingborgs stadsteater         |
| 1964 | Tolen                                  | Greppet (The Knack) Ann Jellicoe                                                                                    | Bo Swedberg                 | Helsingborgs stadsteater         |
| 1964 | Mercutio                               | Romeo och Julia (The Tragedy of Romeo and Juliet) William Shakespeare                                               | Per Sjöstrand               | Helsingborgs stadsteater         |
| 1964 | Olsson                                 | Änkeman Jarl Vilhelm Moberg                                                                                         | Hans Bergström              | Helsingborgs stadsteater         |
| 1965 | Jimmy Beales                           | Rötter (Roots) Arnold Wesker                                                                                        | Hans Bergström              | Helsingborgs stadsteater         |
| 1965 | Pangloss                               | Den bästa av världar Jan Moen                                                                                       | Hans Bergström              | Helsingborgs stadsteater         |
| 1965 |                                        | Lyckliga draken (Le Drame du Fukuryu-Maru) Gabriel Cousin                                                           | Josef Halfen                | Malmö stadsteater                |
| 1965 |                                        | Karmelitersystrarna (Les Dialogues des Carmélites) Georges Bernanos                                                 | Andris Blekte               | Malmö stadsteater                |
| 1967 |                                        | Klas Klättermus (Klatremus og de andre dyrene i Hakkebakkeskogen) Thorbjørn Egner                                   | Per Siwe                    | Malmö stadsteater                |
| 1968 |                                        | Mutter Courage och hennes barn (Mutter Courage und ihre Kinder) Bertolt Brecht                                      | Jan Lewin                   | Malmö stadsteater                |
| 1968 |                                        | Scapins rackartyg (Les Fourberies de Scapin) Molière                                                                | Karl Rune Johansson         | Malmö stadsteater                |
| 1969 |                                        | Kalle Perssons första krig Max Lundgren                                                                             | Karl Rune Johansson         | Malmö stadsteater                |
| 1969 |                                        | Fan ska vara teaterdirektör (Ett resande teatersällskap) August Blanche                                             | Per Siwe                    | Malmö stadsteater                |
| 1973 |                                        | Leva loppan (La puce à l'oreille) Georges Feydeau                                                                   | Andris Blekte               | Malmö stadsteater                |
| 1975 | Viggo Schiwe                           | Tribadernas natt Per Olov Enquist                                                                                   | Lennart Olsson              | Malmö stadsteater                |
| 1978 |                                        | Den feruketansvärda semällen Staffan Göthe                                                                          | Torbjörn Astner             | Malmö stadsteater                |
| 1979 |                                        | Det är väl mitt liv? (Whose Life Is It Anyway?) Brian Clark                                                         | Torsten Sjöholm             | Malmö stadsteater                |
| 1979 |                                        | Romeo och Julia (The Tragedy of Romeo and Juliet) William Shakespeare                                               | Lennart Olsson              | Malmö stadsteater                |
| 1980 |                                        | Som ni behagar (As you Like it) William Shakespeare                                                                 | Torsten Sjöholm             | Malmö stadsteater                |
| 1982 | Martin, hotellföreståndare             | Natten är dagens mor Lars Norén                                                                                     | Göran Stangertz             | Malmö stadsteater                |
| 1984 | Professor Begriffenfeldt Knappstöparen | Peer Gynt Henrik Ibsen                                                                                              | Edith Roger                 | Malmö Stadsteater                |
| 1986 |                                        | Vägen till Mecka (The Road to Mecca) Athol Fugard                                                                   | Eva Sköld                   | Malmö stadsteater                |
| 1988 |                                        | Måsen (Чайка, Tjajka) Anton Tjechov                                                                                 | Ronnie Hallgren             | Malmö Stadsteater                |
| 1991 | Tevje                                  | Spelman på taket (Fiddler on the Roof) Jerry Bock, Sheldon Harnick och Joseph Stein                                 | Ronny Danielsson            | Studioteatern                    |
| 1991 | Eugene O'Neill                         | Och ge oss skuggorna Lars Norén                                                                                     | Hans Polster                | Helsingborgs stadsteater         |
| 1993 | Shylock                                | Köpmannen i Venedig (The Merchant of Venice) William Shakespeare                                                    | Göran Stangertz             | Helsingborgs stadsteater         |
| 1994 | Morfar                                 | Kan du vissla Johanna?                                                                                              |                             | Teater 23                        |
| 1995 | Manfred                                | Husan också! Åke Cato och Mikael Neumann                                                                            | Hans Bergström              | Fredriksdalsteatern              |
| 1996 | Walter McClure                         | 900 Oneonta Street (900 Oneonta) David Beaird                                                                       | Gustaf Elander              | Stockholms stadsteater           |
| 1998 | Johnnypateenmike                       | Krymplingen på Inishmaan (The Cripple of Inishmaan) Martin McDonagh                                                 | Thomas Müller               | Helsingborgs stadsteater         |
| 2003 |                                        | Clandestino Mia Törnqvist                                                                                           | Eva Molin                   | Malmö stadsteater                |